# Mayaca longipes
Mayaca longipes là một loài thực vật có hoa trong họ Mayacaceae. Loài này được Mart. ex Seub. mô tả khoa học đầu tiên năm 1855.